# S/S Drottningholm (1905)
S/S Drottningholm var ett transatlantiskt fartyg som bland annat gick mellan Göteborg och New York.

## Historia
Fartyget började tillverkas av A Stepens & Sons för Allen Line SS CO, Skottland 1904 och gick i tjänst året efter. Drottningholm sjösattes under namnet T/S Virginian. Fartyget övertogs av brittiska flottan 1914 och tjänstgjorde under första världskriget som trupptransportfartyg och hjälpkryssare. 1920 återlämnades det till det då kanadensiskt ägda Canadian Pacific SS LTD. Den 20 januari samma år köptes Virginian av Svenska Amerika Linien och namnändrades till S/S Drottningholm. Ångaren var då Nordens snabbaste passagerarfartyg. Hon totalrenoverades (även maskineri) under åren 1922-23 vid Götaverken, och 1929-30 skedde en omfattande ombyggnad av interiören.

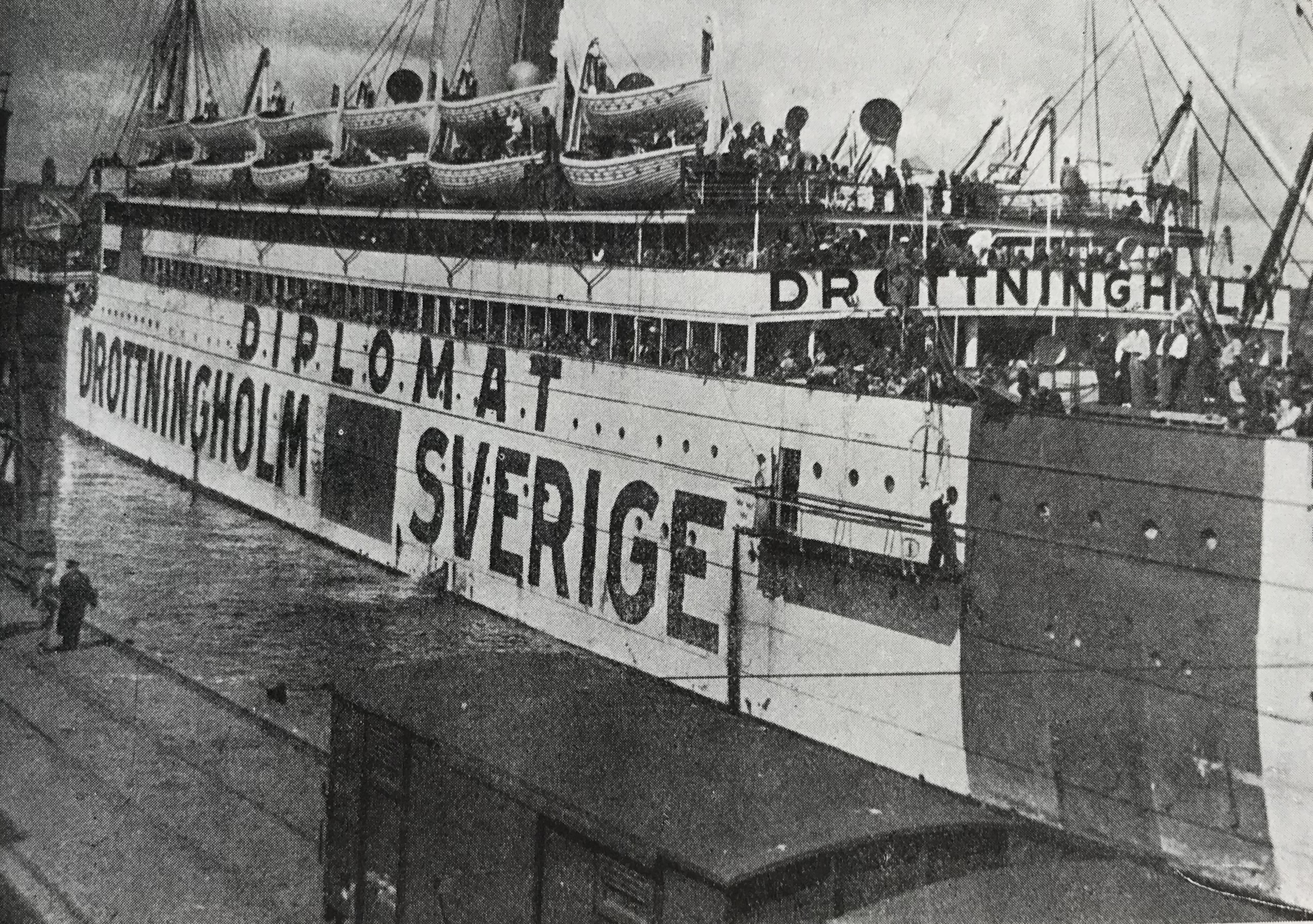
För båda fångutväxlingarna 1943 och 1944 i Göteborg användes SS Drottningholm, här fotograferad i Göteborgs hamn.

Från 1942 hyrde Röda Korset Drottningholm av Svenska Amerika Linien, till största delen med medel från USA, för att utföra transporter av fångar och sårade under andra världskriget. Tillsammans med M/S Gripsholm kallades de för "Vita båtarna" eftersom de för uppgiften var helt vitmålade och gick fullt upplysta över havet. De hade målade svenska flaggor på sidorna, Röda korsets symbol på däck och ordet "diplomat" i stora bokstäver på sidorna av skrovet. Drottningholm användes på detta sätt vid fångutväxlingarna i Göteborg 1943 och 1944 då mer än 10 000 fångar utväxlades.
År 1946 såldes hon till Mediterranean Lines Inc (Home Lines), Panama, och 1948 döptes om till T/S Brazil.  Hon byggdes om 1951 och döptes till S/S Homeland. Hon höggs upp 1955 i Trieste.

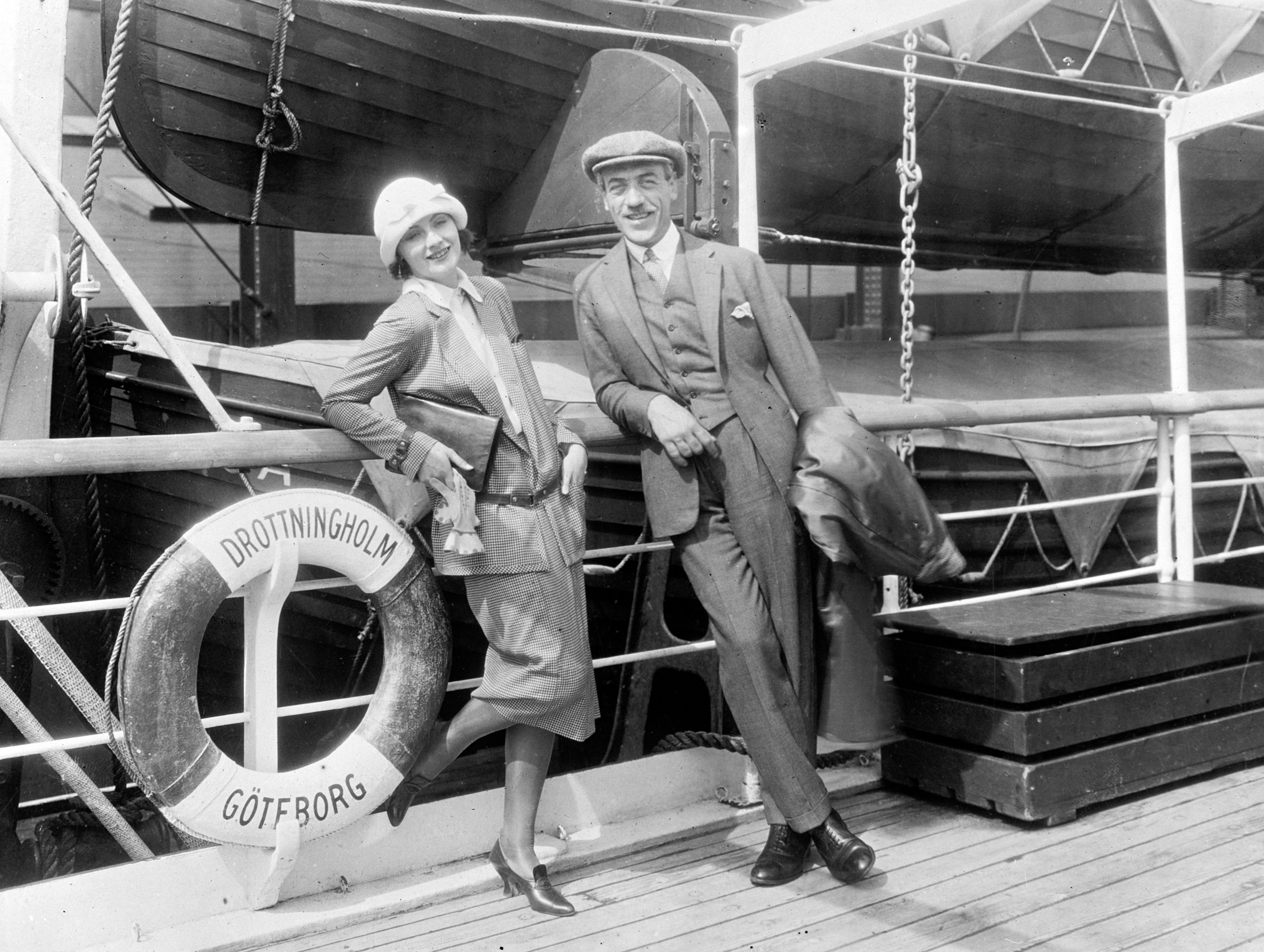
Greta Garbo och Mauritz Stiller ombord 1925.

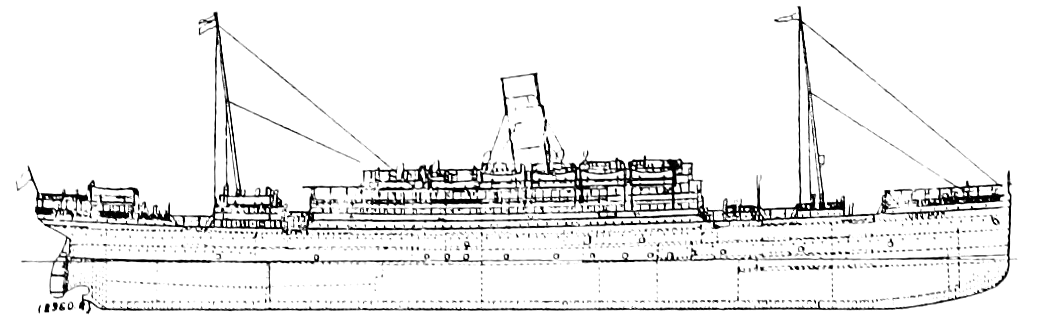
S/S Drottningholm.